# Лесама (парк)
Парк Лесама (исп. Parque Lezama) — парк в Буэнос-Айресе, традиционное место отдыха туристов и местных жителей. Парк ограничен улицами Дефенса и Бразил, проспектами Авенида Мартин Гарсия и Авенида Пасео Колон. Он находится в районе Сан-Тельмо, хотя и граничит с районами Ла-Бока и Барракас.
Парк Лесама известен своими тенистыми аллеями, амфитеатром и каньоном. На территории парка расположен Национальный исторический музей Аргентины.

## История
До XIX века площадь нынешнего парка Лесама относилась к побережью Рио-де-ла-Плата. Сегодня там расположен Авенида Пасео Колон, что и объясняет его современный крутой каньон.
По мнению некоторых историков, парк располагается в месте, где Педро де Мендоса первый раз основал город Буэнос-Айрес в 1536 году. Это поселение было брошено в 1537 году после осады местных индейцев, и его расположение является предметом дискуссий среди археологов и историков.
Земля под строительство парка была выделена Хуан де Гараем в 1580 году Алонсо де Вере и всегда была вне центра города. До 1739 года местные жители прозвали это место «Необитаемые земли» или «Пунта-де-Санта-Каталина», когда они были приобретены Мария Базурко.
В конце XVIII века часть нынешнего парка была использована Филиппинской компанией в качестве невольничьего рынка. В 1802 году территория перешла в руки Мануэля Гальего и Валькарсель. После его смерти, в 1808 году, земля была куплена на открытом аукционе Даниэлем Маккинлеем в 1812 году, который начал обустраивать это место, дав ей название «La Residence», став местом дуэлей (например, между Хуаном Маккенна и Луисом Каррера в 1814 году). Позже была окончательно закрыта для посторонних наследником Маккинлея — англичанином Чарльзом Риглей Хорном в 1846 году. Новый хозяин решил приобрести также и соседние земли и построил свой особняк на нынешней улице Дефенса, но в 1852 году, с падением правительства Хуана Мануэля де Росаса, был сослан в Монтевидео. В течение многих лет на доме развевался британский флаг, и поэтому местные жители привыкли называть имение Кинта-де-лос-Ингелес. Это название содержится в различных городских планах того времени, и упоминается в известным писателем Эстебаном Эчеверриа.
В 1857 году имение купил землевладелец Хосе Грегорио Лесама. Лесама перестроил особняк и превратил это место в крупный частный парк с помощью бельгийского ландшафтного архитектора Чарльза Верекки, большого любителя ботаники. Кроме того, в 1858 году, во время эпидемии холеры, поглотившей город, он работал там в лазарете. После смерти владельца ранчо в 1889 году его вдова Анджела Алзага продала в 1894 году имение городу Буэнос-Айресу по номинальной стоимости ($ 1,5 млн), при условии, что бы здесь был создан общественный парк носящий имя её покойного мужа. В роскошном особняке на улице Дефенса в 1897 году разместился Национальный исторический музей; в его комнатах были выставлены более 50000 экспонатов, связанных с историей Аргентины до 1950 года.
Дизайн нового общественного парка был создан в 1896 году французским ландшафтным архитектором Чарльзом Тэйсом, который работал в муниципалитете в течение многих десятилетий. Муниципалитет приобрёл дома, расположенные по улице Дефенса для того, чтобы расширить территорию парка. До 1950 года были снесены конюшня и новое двухэтажное здание школы.
На территории парка в 1900 году между улицами Бразил и Балькарсе был построен ресторан в форме мельницы. Но в парке были и другие здания: вокзал для детей, открытый театр, построенный в 1908 году, арена для корриды, озеро с гондолами, киоск и молочная ферма, беседка и розарий на проспекте Авенида Мартин Гарсия, каток, трибуна для праздников, цирк, школа верховой езды и несколько памятников.
В 1914 году озеро было заменено амфитеатром, для которого сначала использовался деревянный фундамент, затем замененный на цементный, закрытый булыжником. Перед амфитеатром, между 1898 и 1901 годами был построен храм Русской Православной Церкви, по проекту архитектора Алехандро Кристоферсена.
В 1931 году забор вокруг парка Хосе Лесама был разрушен по приказу интенданта Хосе Гуэррико и поэтому парк был открыт для публики на постоянной основе. Тем не менее, к концу 1990 года появились новые предложения, чтобы отгородить парк, по причине распространившихся в Буэнос-Айресе в те годы вандалов. Из-за которых пострадали и местные жители в общественных местах.

### Реставрации
В парке было две реставрации в 1999 и 2003 годах, сделанных по поручению правительства города и мэра Анибаля Ибарра. Благодаря этому произошло восстановление трёх химических ванн, двух теннисных кортов, поставлены новые корзины и скамейки, видимость на улицах стала лучше и приятнее благодаря новым колониальным фонарям в амфитеатре, на 20 тысячах квадратных метров вновь засеяна трава.

### Работы в 2015 году
По распоряжению Национальной комиссии по делам музеев и охране памятников и исторических мест всего движимого имущества в комитете культуре Конгресса Аргентины в начале июня 2013 года был утверждён законопроект объявления Парк Лесама Национальным историческим памятником. Законодательное предложение было предложено депутатом от города Буэнос-Айрес, Марией-дель-Кармен Бьянки, от партии Фронт за победу, которая сказала: «В последние годы мы стали свидетелями того, к сожалению, происходит жестокое вмешательство публичного пространства в природу в нашем городе», однако против этого закона была конгрессмен Патрисия Буллрич, которая предложила поднять проект повестки дня для восстановления парка.
В 2015 году были обновлены все внутренние полы и периметр тротуаров. Асфальтированная дорога была немного отремонтирована и заменены цветные плитки, оригинальные кирпичные полы, скамейки, мусорные баки и были также добавлены питьевые фонтанчики, и была построена новая детская площадка.

## Описание
Парк Лезама имеет своеобразный рельеф. Он находится на небольшом плато, и характеризуется фактом горизонтальности земли; Тем не менее, одной из немногих форм рельефа является каньон, который является старым берегом реки Рио-де-ла-Плата, который затем был отодвинут дамбами и новым районом Пуэрто-Мадеро. Этот каньон проходит параллельно проспектам Авенида Пасео Колон, Авенида Леандро Н. Алем и Авенида дель Либертадор, и имеет три точки, где он достигает критический наклон: Парк Лесама, Пласа Франция и квартал Барранкас дель Бельграно. Таким образом, расположенный в этом исключительном каньоне, парк имеет деревенские тропы, точки обзора, лестницы.
На углу улиц Дефенса и Бразил находится внушительный памятник Педро де Мендоса, так как предполагается, что это приблизительное место, где был установлен первый камень в строительство Буэнос-Айреса. Он был открыт 23 июня 1937 года и является работой скульптора Хуана Карлоса Олива Наварро, который изобразил Педро де Мендоса в бронзе, стоящим перед большой мраморной плитой, на которой была вырезана фигура индейца. В противоположных углах находятся традиционные бары и магазины (в том числе бары Británico и El Hipopótamo).
На улице Бразил, как раз напротив угла с улицей Balcarce, находится амфитеатр с каменными ступенями, где проводятся шоу на открытом воздухе. Прямоугольная поверхность действует как будто-бы здесь был фонтан, который был заполнен, а в центре статуя «Diana Fugitiva o Siringa», созданная под греко-римским влиянием. Спускаясь вниз по склону к Авенида Пасео Колон, вы доберетесь до смотровой площадки с двумя деревенскими лестницами окружающими большой фонтан с бронзовой статуей Нептуна и Наяды, купленной у французского дома Du Val D’Osne.
У нависающего каньона рядом с Национальным историческим музеем, есть терраса со скамейками и железными прутьями, которые принадлежали к старому имению Кинта Лесамы и где находится уже несколько лет статуя Матери Терезы. Рядом с террасой находится служба содержания парков и садов, где работают сотрудники технического обслуживания работы парка. Дойдя до угла улиц Дефенса и Авенида Мартин Гарсия, рядом с детской игровой площадкой, работает карусель, построенная в 1960 году, одна из 53 существующих каруселей в городе Буэнос-Айрес. На углу Авенида Мартина Гарсия вблизи её пересечения с улицей Ирала, расположен памятник, подарок от Республики Уругвай городу Буэнос-Айрес по случаю празднования 400-летия со дня основания его Педро де Мендосой. Памятник выполнен уругвайскими скульпторами Антонио Пена и Хулио Виламаджо.
Центральная часть парка сохраняет облик частных владений семьи Лесам и остаётся в изначальном виде с рядами декоративных мраморных ваз, находящихся в плачевном состоянии.
Также в середине парка расположен небольшой храм греко-римского влияния. В настоящее время статуя «Diana Fugitiva o Siringa», которая ранее находилась внутри храма, перенесена в амфитеатр на улице Бразил, плитка сегодня завершена и используется в качестве сцены амфитеатра.